# Hans-Dieter Ramstetter
Hans-Dieter Ramstetter (geb. 23. Mai 1933 in Halle (Saale); gest. 14. September 2001 ebenda) war ein deutscher Rechtsanwalt.
Nach seinem Studium an der Juristischen Fakultät der Martin-Luther-Universität Halle-Wittenberg war Ramstetter mit 28 Jahren einer der jüngsten Kreisgerichtsdirektoren im Bezirk Halle am Kreisgericht Saalkreis. Er war einer der bekanntesten Rechtsanwälte der DDR, zunächst mit Kanzleisitz in Döbeln, später in Leipzig und Vorsitzender des Kollegiums der Rechtsanwälte des Bezirks Leipzig und stellvertretender Vorsitzender des Rates der Vorsitzenden der 15 Kollegien der Rechtsanwälte in der DDR. 
Ihm wurde der Vaterländische Verdienstorden in Bronze verliehen.